# Jhilmar Lora
Pour les articles homonymes, voir Lora.
Carlos Jhilmar Lora Saavedra, mieux connu sous le nom de Jhilmar Lora, né le 24 octobre 2000 à Lima au Pérou, est un joueur de football international péruvien évoluant au poste d'arrière droit au Sporting Cristal.
Il est considéré comme l'une des grandes promesses du football péruvien, et a notamment disputé la Copa América 2021 avec son pays.

## Biographie
Né le 24 octobre 2000 à Lima, Jhilmar Lora grandit dans le quartier de Boterín, situé dans le port de Callao. Pendant son enfance, il s'adonne au football de rue, déclarant que ce dernier l'avait aidé à développer sa technique de jeu.

### Carrière en club
Formé au Sporting Cristal, où il arrive à l'âge de 11 ans, il est considéré comme l'un des joueurs les plus prometteurs du Pérou. Il remporte notamment trois Torneo de Promoción y Reserva (en) (le tournoi des équipes réserves au Pérou) en 2016, 2018 et 2019 avec le club avant d'être promu en équipe première à 19 ans. 
En 2020, il participe à la Copa Libertadores U20, et remporte le championnat du Pérou avec le Sporting Cristal. L'année suivante, il dispute la Copa Libertadores et la Copa Sudamericana, puis s'octroie la Copa Bicentenario 2021.

### Carrière en équipe nationale
Le 19 novembre 2015, Jhilmar Lora est sélectionné par Juan José Oré dans l'équipe U15 du Pérou. 
Le 21 mai 2021, il est convoqué pour la première fois au sein de l'équipe senior par Ricardo Gareca. Le 10 juin, il intègre la liste finale en vue de disputer la Copa América 2021 au Brésil. Dans la compétition, il fait ses débuts en sélection le 2 juillet lors du match de quarts de finale contre le Paraguay, remplaçant Aldo Corzo à la 90e +2 min. de jeu.

## Palmarès
Sporting Cristal
| - Championnat du Pérou (1) : - Champion : 2020. - Vice-champion : 2021. |  | - Copa Bicentenario (1) : - Vainqueur : 2021. |